# The First Lady
Pour l’article homonyme, voir The First Lady (série télévisée).
Albums de Faith Evans
Faithfully
(2001) A Faithful Christmas
(2005)
Singles
1. Again
Sortie : 8 février 2005
2. Mesmerized
Sortie : 25 avril 2005
3. Tru Love
Sortie : 25 octobre 2005

The First Lady est le quatrième album studio de Faith Evans, sorti le 5 avril 2005.
L'album s'est classé 1er au Top R&B/Hip-Hop Albums et 2e au Billboard 200 et a été certifié disque d'or par la Recording Industry Association of America (RIAA) le 11 mai 2005.

## Liste des titres
| No  | Titre                                                                         | Auteur | Contient un (des) sample(s) de | Durée |
| --- | ----------------------------------------------------------------------------- | --- | --- | ----- |
| 1.  | Goin' Out (featuring Pharrell et Pusha T – Produit par The Neptunes)          | Pharrell Williams, Terrence Thornton | | 4:06  |
| 2.  | Again (Produit par Carvin & Ivan)                                             | Faith Evans, Carvin Haggins, Ivan Barias, Venus Dodson, Jerry Harris | Genuine des Whatnauts | 3:18  |
| 3.  | I Don't Need It (Produit par Carvin & Ivan)                                   | Evans, Haggins, Barias, Dexter Wansel, Cynthia Biggs | Nights Over Egypt des Jones Girls | 3:48  |
| 4.  | Stop N Go (Produit par Carvin & Ivan et Johnnie Smith)                        | Evans, Haggins, Barias, Jay Shawn Smith, Johnnie Smith | | 4:15  |
| 5.  | Mesmerized (Produit par Andre « AJ » Johnson, Todd Russaw et Chucky Thompson) | Evans, Stephanie Johnson, Kameelah Williams, Todd Russaw, Chucky Thompson, Andre Johnson, Homer Banks, Bettye Crutcher, Don Davis, Raymond Jackson, George Benson, Donald Sebesky | Who's Making Love de Lou Donaldson Footin' It de George Benson For the Love of Money des O'Jays Crazy in Love de Beyoncé featuring Jay-Z | 4:10  |
| 6.  | Tru Love (Produit par Jermaine Dupri)                                         | Jermaine Dupri, Johnta Austin, Bryan-Michael Cox, Evans | | 3:41  |
| 7.  | Jealous (Produit par Carvin & Ivan)                                           | Evans, Haggins, Barias, Ben Briggs, Russaw, Laura Barraza | Esta Noche La Paso Contigo des Los Ángeles Negros                                                                                        | 3:28  |
| 8.  | Ever Wonder (featuring Mario Winans – Produit par Mario Winans)               | Evans, Winans, Russaw | | 3:38  |
| 9.  | Catching Feelings (Produit par Bryan-Michael Cox)                             | Evans, Briggs, Russaw, Cox, Patrice Stewart | | 4:39  |
| 10. | Get Over You (Produit par Carvin & Ivan et Johnnie Smith)                     | Evans, Haggins, Barias, Smith | | 3:58  |
| 11. | Until You Came (Produit par Carvin & Ivan)                                    | Evans, Haggins, Barias, Jay Shawn Smith, Johnnie Smith | | 4:45  |
| 12. | Lucky Day (Produit par Faith Evans et The Original Heads)                     | Evans, William Prince, Rodney Morgan, Harley White Jr., Douglas Antoine, Briggs, Michael Jamison                                                                                  | | 4:07  |
| 13. | Hope (featuring Twista – Produit par Toxic)                                   | Carl Mitchell, Fredrick Taylor, Thomas Callaway | | 4:14  |

| 14. | Do My Thang (Produit par Scott Storch) | Scott Storch | 3:43 |